# Serixia puncticollis
Serixia puncticollis là một loài bọ cánh cứng trong họ Cerambycidae.